# Antonio Porta
Antonio Alejandro Porta Pernigotti (Firmat, Santa Fe, 28. listopada 1983.) argentinski je profesionalni košarkaš. Igra na poziciji razigravača, a trenutačno je član talijanskog Air Avellina.

## Karijera
Karijeru je započeo 2000. u argentinskom Echague Paraná. 2002. odlazi u talijanskog drugoligaša Andrea Costu Imolu. Ondje je odigrao svega deset utakmica, jer u prosincu iste godine odlazi u talijanskog prvoligaša Basket Livorno. Za Livorno je debitirao 1. prosinca 2002. protiv Cantùa, a u Toskani je proveo još tri sezone. Sezonu 2006./07. proveo je kao član talijanske Pallacanestro Bielle, a sezonu kasnije kao član ruskog Spartak Sankt Peterburga. Od 20. listopada 2008. član je talijanskog Air Avellina.

## Argentinska reprezentacija
Bio je član argentinske reprezentacije koja je na Olimpijskim igrama u Pekingu 2008. osvojila brončanu medalju. U susretu za treće mjesto svladali su litavsku reprezentaciju 87-75.  

## Vanjske poveznice
- Profil  Arhivirana inačica izvorne stranice od 18. veljače 2009. (Wayback Machine) na Lega Basket Serie A
- Profil[neaktivna poveznica] na Basketpedya.com